# The Jealous Girlfriends
The Jealous Girlfriends je rocková hudební skupina založená v Brooklynu, New York. Jejich hudební videoklip k písni "How Now", režírovaný Sarah Soquel Morhaim, vyhrál první místo v soutěži The iPod Music Video Contest.

## Biografie

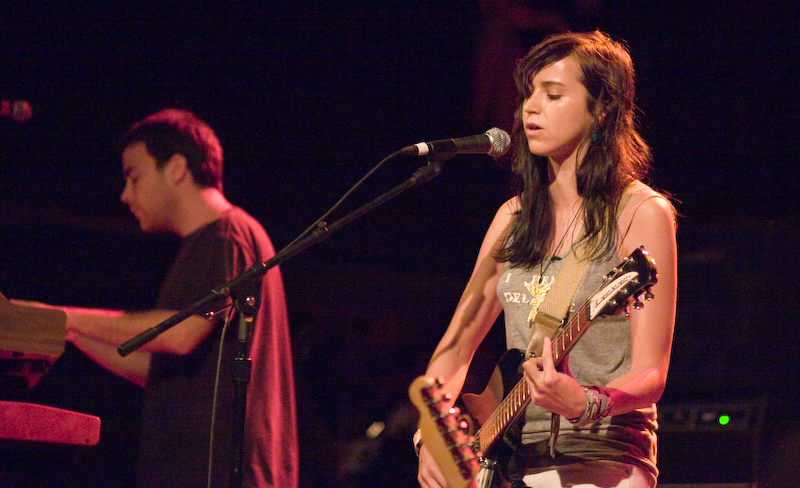
Zpěvačka skupiny Holly Miranda

Skupina byla založená v roce 2003 Holly Mirandou (zpěv/hlavní kytarista) a Alexem Lipsenem (klávesy/syntezátor/bassový modul). Josh Abbott (kytara/zpěv) se ke kapele připojil později jako její bubeník. Brzy poté začal Abbott zpívat doprovodné vokály a zanedlouho se s Holly střídal jako hlavní zpěvák. Na začátku roku 2005 se ke kapele připojil Mike Fadem (bubny), který vystřídal Abbotta za bubny, a ten se tak mohl naplno věnovat zpěvu a kytaře. První album kapely se nazývá Comfortably Uncomfortable a obsahuje 8 skladeb. Píseň "Lay Around" zazněla v televizním seriálu stanice Showtime Láska je Láska.

## Poslední tvorba
V roce 2007 vydali stejnojmenné album nahrané s pomocí producenta Dana Longa v nahrávacím studiu Headgear Studio v Brooklynu. Skladby z alba The Jealous Girlfriends "Roboxulla" a "Something In The Water" byly použity v seriálu americké stanice ABC Chirurgové, zatímco skladba "Carry Me" byla uvedena v seriálu Kriminálka Miami.
V dubnu 2008 předskakovali americké kapele Nada Surf.
Momentálně si kapela dává pauzu, aby se její členové zatím věnovali svým sólovým kariérám.

## Diskografie
- Comfortably Uncomfortable (2004)
- The Jealous Girlfriends (2007)